# Expectativa de privacidad
La expectativa de privacidad es una prueba legal que es crucial para definir el alcance de la aplicabilidad de las protecciones de la Cuarta Enmienda a la Constitución de Estados Unidos. Está relacionado, pero no es lo mismo que , un derecho a intimidad, un concepto mucho más amplio que se encontra en muchos sistemas legales (consulte ley de intimidad).

## Visión general
Hay dos tipos de expectativas de privacidad:
- Expectativa subjetiva de privacidad:  la opinión de un determinado individuo en un determinado lugar o situación es privada; varía mucho de una persona a otra persona.
- Expectativa objetiva, legítima y razonable de privacidad: una expectativa de la privacidad generalmente reconocida por sociedad y tal vez protegida por la ley.

En general, no se puede tener una expectativa razonable de privacidad en las cosas que se ofrecen de cara al público. Un buen ejemplo es que no hay derechos de privacidad en la basura que se deja para su reciclado en un sitio público. Otros ejemplos incluyen: registros de bolígrafos que graban los números marcados de teléfonos particulares; conversaciones con otros, aunque podría haber una violación de la Sexta Enmienda si la policía envía a una persona para interrogar a un acusado que ya haya sido acusado formalmente; las características físicas de una persona, como la voz o la letra; cualquier cosa en campos abiertos (por ejemplo, un granero);olores que pueden detectarse gracias a un perro durante un control rutinario; y las marcas de pintura en el exterior de un vehículo.

## Privacidad y búsqueda
La expectativa de privacidad es crucial a distinguir una legítima y razonable allanamiento policial de uno irrazonable.
Se produce una "búsqueda" para los fines de la Cuarta Enmienda cuando el gobierno viola la "expectativa razonable de privacidad" de una persona. En Estados Unidos en 1967 el juez John Marshall Harlan emitió una opinión concurrente que posteriormente se adoptó por la Corte Suprema de los EE. UU. Como la prueba para determinar si una búsqueda policial o gubernamental está sujeta a las limitaciones de la Cuarta Enmienda:

- La acción gubernamental gubernamental debe contravenir la expectativa subjetiva y real de privacidad de un individuo.
- La expectativa de intimidad tiene que ser razonable, en el sentido que la sociedad en general lo reconocería como tal.

Para cumplir con la primera parte de la prueba, la persona de quien se obtuvo la información debe demostrar que, de hecho, tenía una expectativa subjetiva real de que la evidencia obtenida no estaría disponible para el público. En otras palabras, la persona de la que se afirma que se realizó una búsqueda debe demostrar que conservó la evidencia para garantizar su privacidad.
La primera parte de la prueba se relaciona con la noción "a simple vista". Si una persona no emprendió esfuerzos razonables para ocultar algo a un observador casual (en lugar de a un fisgón), no se asume ninguna expectativa subjetiva de privacidad
La segunda parte de la prueba está analizada objetivamente: ¿Consideraría la sociedad en general que la expectativa de privacidad de una persona es razonable? Si está claro que una persona no guardó la evidencia en cuestión en un lugar privado, entonces no se requiere ninguna búsqueda para descubrir la evidencia. Por ejemplo, no se investiga cuando los oficiales de policía revisan la basura porque una persona razonable no esperaría que los artículos colocados en la basura necesariamente se mantuvieran privados. Un individuo no tiene una expectativa legítima de privacidad en la información proporcionada a terceros. Por lo tanto, no se producen búsquedas  en las que los agentes supervisen qué números telefónicos marcan las personas, aunque el Congreso ha promulgado leyes que restringen dicha supervisión. El Tribunal Supremo también dictaminó que no hay una expectativa objetivamente razonable de privacidad (y, por lo tanto, no hay registro) cuando los agentes se desplazan en un helicóptero a 400 pies sobre la vigilancia de la conducta de la casa de un sospechoso. El Tribunal de EE. UU. de Apelaciones para el Sexto Circuito sostuvo en 2010 que los usuarios tuvieron una expectativa razonable de intimidad en los contenidos de su correo electrónico, a pesar de que no otro tribunal de apelaciones ha hecho lo propio.

## En ciberespacio
Un artículo de İlker y ÖKTEM (2012) titulado "Expectativa de privacidad en el ciberespacio: La Cuarta Enmienda de la Constitución de EE.UU. y una Evaluación del caso turco"  comienza por darnos definiciones operacionales de conceptos de intimidad, expectativa de intimidad, y ciberespacio. Al proporcionar estas definiciones, los autores pudieron presentar a qué tipo de ciberespacio tratarán y, posteriormente, a qué hora de legalidad hablarán para abordar en una configuración en línea. Estas definiciones sirvieron para tener una mejor comprensión de cómo funcionan todas juntas. Los autores identifican que debe existir una política para abordar la privacidad en el ciberespacio. El artículo evalúa el alcance de la ley y cómo puede proteger las expectativas de privacidad de las personas dentro del entorno cibernético. El artículo habla sobre las expectativas de privacidad en el ciberespacio mientras analiza la Cuarta Enmienda de la Constitución de los Estados Unidos. La Cuarta Enmienda proporciona a los ciudadanos de los Estados Unidos la seguridad de sí mismos, de su casa y de registros e incautaciones irrazonables. Si estos son violados, hay sanciones razonables para la parte que viola.
Sin embargo, el artículo señala que la Cuarta Enmienda no protege a las personas de la privacidad informativa. Se ha establecido que, dado que el gobierno puede confiscar cualquier artículo, puede obtener acceso a la información que desea o necesita. El artículo se enfoca y nos dice que la Cuarta Enmienda y cómo se aplica para descifrar una comunicación por Internet y cómo no puede traspasar la expectativa razonable de privacidad. En otras palabras, este tipo de comunicación no puede violar los derechos de la Cuarta Enmienda. Finalmente, el artículo presenta el estado de privacidad durante el tiempo que fue escrito y se compara con la privacidad en los sistemas judiciales turcos. Los autores prestan especial atención a cómo debe existir un fuerte deseo político de proteger los problemas de privacidad en la sociedad, específicamente en el ciberespacio.

## Casos de tribunal
En Florida v. Jardines, la Corte Suprema de los EE. UU. Dictaminó el 26 de marzo de 2013 que la policía violó los derechos de la Cuarta Enmienda de un propietario cuando llevó a un perro detector de drogas a la puerta principal de una casa sospechosa de ser utilizada para cultivar marihuana.
En una decisión, el tribunal dijo que la policía realizó una "investigación" cuando entraron en la propiedad y llevaron al perro al porche delantero de la casa. Dado que los oficiales no habían obtenido una orden previa de antemano, su búsqueda fue inconstitucional, dijo el tribunal. El tribunal dijo que los agentes de policía violaron una regla básica de la Cuarta Enmienda al entrometerse físicamente en el área que rodea a una casa privada con fines de investigación sin asegurar una orden judicial.
"Cuando se trata de la Cuarta Enmienda, el hogar es el primero entre iguales", escribió el juez Scalia.  "En el núcleo de la enmienda se encuentra el derecho de un hombre a retirarse a su propia casa y estar libre de intrusiones gubernamentales irrazonables". Scalia agregó: "Este derecho tendría poco valor práctico si los agentes del estado pudieran pararse en el porche de un hogar o en un jardín lateral y buscar evidencia con impunidad".
Este caso puede proporcionar algún argumento o protección en el área de la expectativa razonable de privacidad en el hogar y el recorte dado el rápido avance de la tecnología de drones, en particular dada la intención declarada de las autoridades de implementar estas tecnologías. Esta pregunta bien puede activar la interpretación de la corte de la prueba "a simple vista" (descrita en el caso Ciraolo anterior) en relación con la prueba de "vista mejorada". Parece que las vistas mejoradas se pueden lograr mediante el uso de la tecnología de aviones no tripulados. 
En Misuri v. McNeely el 17 de abril de 2013, la Corte Suprema de los EE. UU. Dictaminó que la policía generalmente debe obtener una orden judicial antes de someter a un sospechoso de conducir ebrio a un análisis de sangre. La votación fue de 8 a 1, con el juez Clarence Thomas como único disidente.
En el caso R v Tessling el Tribunal Supremo de Canadá identificó que el acusado no tenía una expectativa razonable de privacidad con respecto a la información que los policías le habían adquirido. Estos oficiales obtuvieron esta información mediante el uso de imágenes infrarrojas sin orden para monitorear la casa del encuestado. El tribunal intentó responder a las preguntas sobre qué se puede esperar que cubra una expectativa razonable de privacidad. Especifican que la información cubierta bajo la expectativa razonable de privacidad se denomina "información profundamente personal". Matheson (2008) ofrece la opinión de que la información profundamente personal puede estar relacionada con la sensibilidad.  Un uso funcional común para describir la privacidad y la información personal es una cuestión de control. Este tipo de información debe tratarse dentro de la elección de la persona que posee la información. Sin embargo, la diferencia entre información personal profunda y otra información es que este tipo particular de información tiende a estar relacionado con la vulnerabilidad y la sensibilidad de una persona a la exposición de dicha información. Matheson (2008) nos dice que se considera particularmente información personal profunda si la información personal debilitaría la cuenta de la persona o la historia personal de sí mismo o de otros si se compartiera. Matheson (2008) afirma que, aunque cuestionable, la decisión del Tribunal Canadiense fue en parte correcta porque el acusado no tenía una expectativa razonable de privacidad cuando se trataba de la búsqueda infrarroja sin orden judicial.

## En marketing
También se ha hablado de la privacidad en el contexto de las acciones comerciales, la reacción del consumidor y los esfuerzos regulatorios de la interacción tanto de los consumidores como de los vendedores. Milne Y Shalini (2010) presentaron la pregunta de cómo ambos grupos comienzan y mantienen los límites de privacidad. La información sobre la relación entre los consumidores y los vendedores se ha definido en esta fina línea de la privacidad que un cliente está dispuesto a proporcionar al vendedor. Milne y Shalini (2010) utilizaron la información recopilada en una encuestas nacionales en línea para comparar tres grupos diferentes de clientes. Hicieron preguntas a estos grupos sobre los límites del uso de la tecnología de la información, como el uso de cookies, tarjetas de fidelización, RFID, mensajes de texto, anuncios emergentes, telemarketing y spam. Los autores utilizan estas mismas encuestas con grupos de gerentes de marketing y proveedores de bases de datos. Este estudio de encuesta presentó resultados que proporcionaron discusión, ya que hubo una discrepancia en las respuestas de los clientes y los vendedores / vendedores. Las expectativas de los clientes con respecto a la privacidad eran diferentes de las de un vendedor / vendedor. La diferencia en sus respuestas llevó a Milne y Shalini (2010) a aconsejar que se prestara atención a este problema y pidió que la política pública tomara nota de estos hallazgos.

## Reino Unido
Bajo ley británica, hay un concepto relacionando a esto, conocido como expectativa razonable de privacidad.

## Europa
En Europa está el Reglamento General de Protección de Datos (RGPD) para regular estas situaciones. Principalmente el RGPD legisla sobre los derechos:
- Información: 
  1. Con respecto al responsable: los fines del tratamiento a que se destinan los datos, como van a tratarse esos datos, destinatarios de estos mismos etc.
  2. Con respecto a los derechos que se pueden ejercer: el plazo durante el cual se conservarán los datos, derecho a oponerse, fuente de la que provienen etc.

- Transparencia: Toda la información que se dirija al interesado ha de ser concisa, a través de un lenguaje claro y sencillo. De fácil acceso.

- Acceso: El interesado tendrá derecho a obtener del responsable del tratamiento confirmación de si se están tratando o no datos personales que le conciernen:
  1. Los fines del tratamiento
  2. Las categorías de datos personales de que se trate
  3. Los destinatarios
  4. El plazo previsto de conservación de los datos
  5. La existencia del derecho a solicitar del responsable la rectificación o supresión de datos personales o la limitación del tratamiento de datos personales relativos al interesado, o a oponerse a dicho tratamiento
  6. El derecho a presentar una reclamación ante una autoridad de control;
  7. Cuando los datos personales no se hayan obtenido del interesado, cualquier información disponible sobre su origen;
  8. La existencia de decisiones automatizadas, incluida la elaboración de perfiles

- Rectificación: Se tendrá derecho a obtener sin dilación indebida del responsable del tratamiento la rectificación de los datos personales inexactos que le conciernan.

- Supresión: Se tendrá derecho a obtener sin dilación indebida del responsable del tratamiento la supresión de los datos personales que le conciernan.

- Limitación del tratamiento: Se tendrá derecho a obtener del responsable del tratamiento la limitación del tratamiento de los datos cuando se cumpla alguna de las condiciones siguientes:

1. El interesado impugne la exactitud de los datos personales, durante un plazo que permita al responsable verificar la exactitud de los mismos
2. El tratamiento sea ilícito y el interesado se oponga a la supresión de los datos personales y solicite en su lugar la limitación de su uso
3. El interesado se haya opuesto al tratamiento

- Portabilidad de datos: Se tendrá derecho a recibir los datos personales que le incumban, que haya facilitado a un responsable del tratamiento, en un formato estructurado, de uso común y lectura mecánica, y a transmitirlos a otro responsable del tratamiento sin que lo impida el responsable al que se los hubiera facilitado.

- Derecho de oposición: Se tendrá derecho a oponerse en cualquier momento, por motivos relacionados con su situación particular, a que datos personales que le conciernan sean objeto de un tratamiento, incluida la elaboración de perfiles sobre la base de dichas disposiciones. Cuando el tratamiento de datos personales tenga por objeto la mercadotecnia directa, el interesado tendrá derecho a oponerse en todo momento al tratamiento de los datos personales que le conciernan. Cuando el interesado se oponga al tratamiento con fines de mercadotecnia directa, los datos personales dejarán de ser tratados para dichos fines.